# Taren Sullivan
Taren Valdis Sullivan (Lima, Ohio, 30 de julio de 1995) es un baloncestista estadounidense que actualmente juega para el Tokyo Hachioji Bee Trains de la B3.League de Japón. Con 1,98 metros de estatura, juega en la posición de alero. 

## Trayectoria deportiva

### Universidad
Jugó cuatro temporadas con los Oilers de la Universidad de Findlay, de la División II de la NCAA, en las que promedió 14,0 puntos, 5,4 rebotes, 2,7 asistencias y 1,0 robos de balón por partido. En 2016 fue incluido en el segundo mejor quinteto de la mejor quinteto de la Great Lakes Intercollegiate Athletic Conference, mientras que en 2017 lo fue en el primero. En 2018, y tras el cambio de conferencia de su universidad, fue incluido en el mejor quinteto de la Great Midwest Athletic Conference y elegido Jugador del Año.

### Profesional
Tras no ser elegido en el Draft de la NBA de 2018, en septiembre firmó contrato con los Sacramento Kings, pero tres días después es despedido, y recolocado en su filial de la G League, los Stockton Kings. Allí jugó una temporada en la que promedió 6,6 puntos y 3,5 rebotes por partido.
En septiembre de 2019, los Erie BayHawks adquirieron los derechos de los Kings sobre Sullivan. Hasta el parón por el coronavirus promedió 7,7 puntos y 4,0 rebotes por encuentro.
En julio de 2022 se anunció su incorporación al Landstede Hammers de la BNXT League, pero en agosto se conoció la noticia de que finalmente no jugaría con el club neerlandés.